# Bicilia vogli
Bicilia vogli är en fjärilsart som beskrevs av Hans Georg Amsel. Bicilia vogli ingår i släktet Bicilia och familjen Crambidae. Inga underarter finns listade i Catalogue of Life.